# Jorge Sanz Miranda
Jorge Sanz Miranda (Madrid, 26 d'agost de 1969) és un actor espanyol.

## Biografia
És fill de militar (coronel de cavalleria) i empresària i té quatre germans.
Debutà professionalment als nou anys amb la pel·lícula La miel (1979), de Pedro Masó. En 1982, després d'aparèixer en Conan el Bàrbar, protagonitza amb èxit Crónica del alba. Valentina a les ordres d'Antonio José Betancor Curbelo; en aquesta pel·lícula coneixeria l'actriu Paloma Gómez, que posteriorment seria la seva parella. La seva fotogènia i naturalitat davant la càmera el converteixen en un dels actors joves més prolífics del cinema espanyol.
Encara en l'adolescència, destaca en pel·lícules com Mambrú se fue a la guerra, de Fernando Fernán Gómez i El año de las luces, de Fernando Trueba, on coincideix per primera vegada amb Maribel Verdú, una de les seves parelles artístiques més freqüents.
Amb Vicente Aranda roda algunes de les seves pel·lícules més rellevants, ja en personatges adults, entre elles Si te dicen que caí, Amantes i Libertarias, a més de la sèrie de televisió Los jinetes del alba. En totes elles comparteix protagonisme amb Victoria Abril.
El seu treball en Belle Époque (1992) el confirma com a intèrpret de projecció internacional. Des de llavors encadena treballs de qualitat i demostra la seva versatilitat en comèdies com Los peores años de nuestra vida, d'Emilio Martínez Lázaro, Cha-cha-chá, d'Antonio del Real o la més recent Oviedo Express, de Gonzalo Suárez.
Pedro Almodóvar decidí substituir Jorge Sanz per Liberto Rabal després dels assaigs previs al rodatge de Carne trémula en 1997. "Es veu que no imito bé", va afirmar l'actor sobre aquest tema.
Amb Fernando Trueba i Penélope Cruz repeteix a La niña de tus ojos (1998). Més tard intervé, entre d'altres, a Tuno negro, El Lobo i Bienvenido a casa.
En 2003 li arriba l'oportunitat teatral amb Arsénico, por favor, l'obra que filmà Frank Capra, que també suposa el debut en la direcció escènica de Gonzalo Suárez. Descalzos por el parque i Amigos hasta la muerte són els muntatges que protagonitza en els últims anys, una època de menor activitat cinematogràfica.
També ha format part de sèries de televisió com Colegio Mayor (1994-1996), A las once en casa (1999) i El inquilino (2004)
En 2010 protagonitzà ¿Qué fue de Jorge Sanz?, minisèrie de sis capítols produïda per Canal+, creada per David Trueba i el mateix Sanz, i amb guió i direcció del primer. Es tracta d'una valenta ficció en clau de comèdia basada parcialment en fets reals, en el qual l'actor s'interpreta a si mateix en un moment de declivi professional, mala situació econòmica i desorientació personal.
Candidat en sis ocasions al Premi Goya, l'aconsegueix al 1989 pel seu paper en Si te dicen que caí, que també li proporciona el seu primer Fotogramas de Plata.
Va ser triat per a fer el personatge de Tito en la mítica sèrie Verano azul en el càsting de la ficció d'Antonio Mercero, però els seus pares li van impedir treballar en aquest projecte en assabentar-se de la durada del rodatge. Els problemes d'agenda d'aquest van inclinar la balança cap a Miguel Joven. Mesos després d'haver rebutjat el paper, va acceptar participar interpretant un personatge diferent en el que havia de ser l'últim episodi de la sèrie. Tanmateix, aquest episodi va ser suspès a causa de les inclemències meteorològiques i perquè no es podia retardar més el rodatge.

## Política
De cara a les eleccions municipals de Torrelodones en la primavera de 2015 (municipi en el qual resideix) va signar el document titulat «Llamamiento de candidatura de confluencia ciudadana en Torrelodones», que demanava el vot per Confluencia Ciudadana, formada per acTÚa i Los Verdes-Grupo Verde amb el suport de Podem.

## Filmografia
- La reina de España (2016), de Fernando Trueba.
- El pregón (2016)
- Vivir es fácil con los ojos cerrados (2013)
- Clara no es nombre de mujer (2010)
- Rivales (2008)
- Oviedo Express (2007)
- Bienvenido a casa (2006)
- Sinfín (2005)
- El chocolate del loro (2004)
- Torapia (2003)
- Tiempo de tormenta (2003)
- El tránsfuga (2003)
- El Lobo (2004)
- El sexo lo cambia todo (2005)
- Cosa de brujas (2002)
- El florido pensil (2002)
- El oro de Moscú (2002)
- Sin vergüenza (2001)
- I Love You Baby (2001)
- Clara y Elena (2001)
- El embrujo de Shanghai (2002)
- Almejas y mejillones (2000)
- Tuno negro (2000)
- Cuba (2000)
- Pepe Guindo (1999)
- En un claroscuro de la luna (1999)
- Cha-cha-chá (1998)
- La niña de tus ojos (1998)
- Manos de seda (1997)
- ¿De qué se ríen las mujeres? (1997)
- Libertarias (1996)
- Un gesto más (1996)
- Hotel y domicilio (1995)
- Morirás en Chafarinas (1995)
- Tocando fondo (1993)
- Los peores años de nuestra vida (1993)
- ¿Por qué lo llaman amor cuando quieren decir sexo? (1992)
- Belle Époque (1992)
- Orquesta Club Virginia (1992)
- Amantes (1991)
- Tramontana (1991)
- Continental (1989)
- Monte bajo (1989)
- Si te dicen que caí (1989)
- Series Clásicas: La forja de un rebelde (1988)
- El Lute II: mañana seré libre (1988)
- Gallego (1987)
- El año de las luces (1986)
- Mambrú se fue a la guerra (1985)
- Dos mejor que uno (1984)
- Mar brava (1983)
- Vivir mañana (1983)
- Crónica del alba. Valentina (1982)
- Conan el Bàrbar (1982)
- El timbaler del Bruc (1982)
- La rebelión de los pájaros (1982)
- Dos y dos cinco (1981)
- Dos pillos y pico (1981)
- Los locos vecinos del segundo (1980)
- El canto de la cigarra (1980)
- La miel (1979)

## Televisió
- Derecho a soñar (2019)
- El hombre de tu vida (2016)
- Águila Roja (2016)
- ¿Qué fue de Jorge Sanz? (2016)
- Amar es para siempre (2015-2016)
- Olmos y Robles (2015)
- Algo que celebrar (2015)
- Hospital Central (2012)
- ¿Qué fue de Jorge Sanz? (2010)
- Aída (2009) (episodi No sin mi famoso, 6a temporada) com ekk nateux
- Cazadores de hombres (2008) (Capítol, Operación Nido)
- Un paso adelante (2004)
- El inquilino (2004)
- A las once en casa (1999)
- Pepa y Pepe (1995)
- Colegio Mayor (1994-1996)
- Los jinetes del alba (1991)
- La forja de un rebelde (1990)
- Segunda enseñanza (1986) episodi 1  Los campeones

## Obres de teatre
- Orquesta Club Virginia (Adaptació teatral). Junt amb Enrique San Francisco, Antonio Resines, Víctor Elías, Macarena Gómez, Pepón Nieto i Juan Echanove.
- Crimen perfecto (2011). Dirigida per Víctor Conde.
- Amigos hasta la muerte (2009). Dirigit per Javier Veiga. amb Melanie Olivares i Javier Veiga.
- Descalzos por el parque (2007). Adaptació i direcció de Pep Antón.
- Pequeños crímenes conyugales (2005). D'Eric-Emmanuel Schmitt. Dirigida per Tamzin Townsend. Amb Amparo Larrañaga.
- Arsénico, por favor (2003). Dirigida per Gonzalo Suárez.

## Premis
Premis Goya
| Any  | Categoria                                      | Pel·lícula                    | Resultat  |
| ---- | ---------------------------------------------- | ----------------------------- | --------- |
| 1986 | Millor interpretació masculina protagonista    | El año de las luces           | Nominat   |
| 1988 | Millor interpretación masculina de repartiment | El Lute II: mañana seré libre | Nominat   |
| 1989 | Millor interpretació masculina protagonista    | Si te dicen que caí           | Guanyador |
| 1991 | Millor interpretació masculina protagonista    | Amantes                       | Nominat   |
| 1992 | Millor interpretació masculina protagonista    | Belle Époque                  | Nominat   |
| 1998 | Millor interpretació masculina de repartiment  | La niña de tus ojos           | Nominat   |

Fotogramas de Plata
| Any  | Categoria              | Pel·lícula                                    | Resultat  |
| ---- | ---------------------- | --------------------------------------------- | --------- |
| 1986 | Millor actor de cinema | El año de las luces Mambrú se fue a la guerra | Nominat   |
| 1989 | Millor actor de cinema | Si te dicen que caí                           | Guanyador |
| 1991 | Millor actor de cinema | Amantes                                       | Nominat   |
| 1992 | Millor actor de cinema | Belle Époque Orquesta Club Virginia           | Guanyador |

Premis Sant Jordi
| Any  | Categoria                            | Pel·lícula          | Resultat  |
| ---- | ------------------------------------ | ------------------- | --------- |
| 1990 | Millor actor en pel·lícula espanyola | Si te dicen que caí | Guanyador |
| 2018 | Premi a la trajectòria               |                     | Guanyador |

Premis de la Unión de Actores
| Any  | Categoria                        | Pel·lícula     | Resultat |
| ---- | -------------------------------- | -------------- | -------- |
| 2007 | Millor actor secundari de cinema | Oviedo Express | Nominat  |

Altres
- Festival de Cine Espanyol de Nîmes (1990): Premi del Públic al millor actor per Si te dicen que caí.
- Festival de Manila (1982): Àguila d'Or al millor actor per Crónica del alba. Valentina.
- Premi Revelació en el Festival Internacional de Cinema de Sant Sebastià per Crónica del alba. Valentina.